# Tebe (satélite)
Tebe é o quarto satélite natural, em termos de distância, de Júpiter. Tebe foi descoberto pela Voyager 1 em 5 de março de 1979 e inicialmente recebeu o nome de S/1979 J 2. Em 1983, o pequeno satélite foi oficialmente batizado com o nome da ninfa Tebe que na mitologia grega era filha do deus Asopo. Ela também é conhecida pela designação de Júpiter XIV.
Tebe é mais exterior das luas internas de Júpiter. Aparentemente existem três ou quatro grandes crateras em sua superfície.